# مار موسى (المتن)

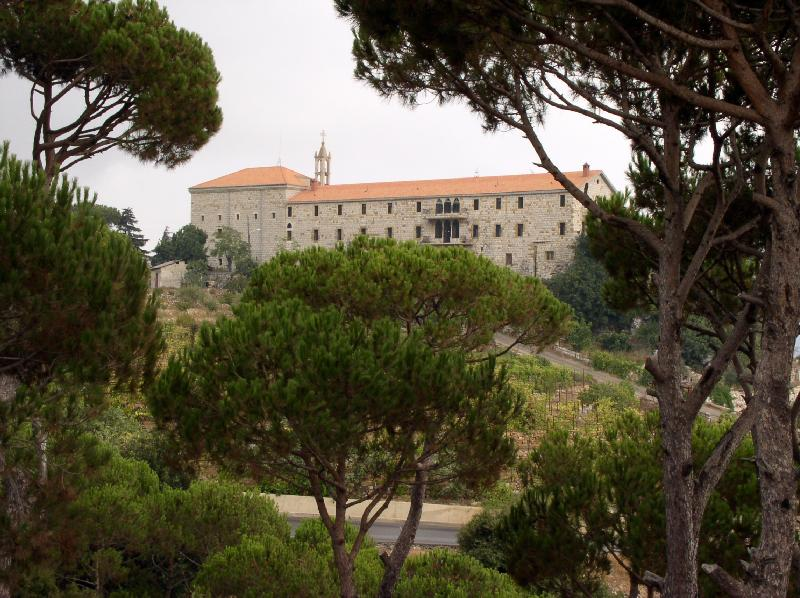
دير مار موسى التي سميت البلدة باسمه

مار موسى هي إحدى القرى اللبنانية من قرى قضاء المتن في محافظة جبل لبنان. ومنها سفير المحبة
في1871، قامت مجموعة من الرهبان اللبنانيين ببناء دير مار موسى الحبشي على بقايا ملاذ القديم وقد وهب الارض إمرأة من زرعون اسمها نجمة خطار في السنوات اللاحقة، استقرت الأسر المهاجرة من جبيل،شبانية وبكفيا في المنطقة، حيث أنهم كانوا يعملون في زراعة أراضي الدير. تدريجيا نما المجتمع في قرية مار موسى إلدوار. مع المساعدة المالية الحكومية في 1950، نجح المزارعون المقيمين في الحصول على ملكية الأرض وبدأ التوسع في القرية. منذ ذلك الحين، تم بناء العديد من الفيلات والمنازل في المنطقة المحيطة بها، التي هي من أشجار الصنوبر. أبرز معالم القرية الدير والطاحونة.
سعيد فارس صقر، أول مختار لبلدة مارموسى (1918-1931)
نسيب يوسف صقر، أول رئيس بلدية (1965-1985)